# Antonino Sangiorgi
Antonino Giovanni Carlo Sangiorgi (Corleone, 7 novembre 1831 – Palermo, 7 gennaio 1899) è stato un magistrato, avvocato e politico italiano.

## Biografia
Laureato a Palermo, in magistratura dal 1854, è stato procuratore generale di corte d'appello ad Ancona, Trani, Catanzaro, Messina e Catania, sostituto procuratore generale presso la corte di cassazione di Torino, avvocato generale e primo presidente della corte di cassazione di Palermo.